# 第9屆金曲獎
第9屆金曲獎由行政院新聞局於1998年主辦。本屆金曲獎取消上屆增設的大陸作品獎及世界華人作品獎，共設23獎項，個人獎項自此打破國籍限制，同時也開始頒贈獎金給各獎項得主，總計共51家公司，1,013件作品參賽。 4月20日公布入圍名單，頒獎典禮於5月29日在台北國父紀念館舉行。 本屆頒獎典禮由TVBS-G負責製作轉播，不但成為台灣首家取得大型頒獎典禮轉播權的有線電視台，同時也將頒獎典禮改以現場直播方式播出。

## 頒獎典禮
新聞局於5月26日下午2點於新聞局新聞中心頒發入圍獎座，並於5月29日晚上7點在台北國父紀念館舉辦頒獎典禮。 TVBS-G現場直播典禮實況，典禮當日自下午4點展開簽名會及演唱活動，黃子佼、董至成、吳宗憲等人主持星光大道入場，頒獎典禮現場則由張小燕與陶晶瑩主持。

## 入圍暨得獎名單
以 表示得獎者。

## 評審名單
吳冠英、賀立時、彭聖錦、張正傑、蘇來、史擷詠、李建復、曾永義、湯志偉、彭廣林、成明、邵文豐、滕安瑜、王海波、張琪、羅小雲、趙義弘、朱衛茵、王瑞裕。

## 外部連結
- 第9屆金曲獎入圍名單 Archive.today的存檔，存档日期2018-11-24，文化部影視及流行音樂產業局.1998-01-03
- 第9屆金曲獎得獎名單 Archive.today的存檔，存档日期2018-11-24，文化部影視及流行音樂產業局.1998-01-03